# Straszne skutki awarii telewizora
Straszne skutki awarii telewizora (czes. Ecce homo Homolka) – czechosłowacka komedia, wyprodukowana w 1969 roku.
Polska premiera odbyła się na podwójnym pokazie z reportażem Apetyt na czereśnie produkcji WFO.

## Treść
Satyrycznie ukazana niedziela z życia zamieszkałej w Pradze rodziny Homolków, składającej się z dziadków, ich syna Ludvy, jego otyłej żony i dwóch niesfornych bliźniaków. Ich wypoczynek podczas niedzielnego wyjazdu do lasu na piknik zakłóca czyjeś wołanie o pomoc. Dziesiątki odpoczywających w lesie prażan, zamiast pomóc, wsiada w pośpiechu do swoich samochodów i wraca do domów. Powraca także zniechęcona rodzina Homolków, której rytm życia został jednak zakłócony przede wszystkim wskutek awarii domowego telewizora. W niedzielę trudno o naprawę, a pobyt we wspólnym mieszkaniu zakłócają nieustanne narzekania i swary domowników. Ludva pragnie bez zgody żony pójść na mecz, ona zaś chce, by towarzyszył jej i dzieciom na tor wyścigów konnych. Babcia bez przerwy sprzecza się o drobiazgi z dziadkiem. Sytuację pogarszają psotni bliźniacy, którzy zamykają się w łazience.
Wykorzystując formułę podpatrywania kamerą rzeczywistości, film w sposób groteskowy przedstawia codzienność wspólnego bytowania wielopokoleniowej rodziny, zajmującej mieszkanie w starej kamienicy.
Film realizowano w następujących miastach: Pradze, Jevanach i w Vyžlovce.
W roli bliźniaków wystąpili małoletni (ur. 1964) synowie reżysera Miloša Formana.

## W głównych rolach
- Josef Šebánek – dziadek Homolka
- Marie Motlová – babcia Homolkowa
- František Husák – Ludva Homolka
- Helena Růžičková – Heduš Homolkowa
- Petr Forman – Piotr Homolka
- Matěj Forman – Maciej Homolka
- Yvonne Kodoňová – Pavlínka
- Miroslav Jelínek – Jirka
- Jiří Dědík – ich prześladowca
- Růžena Pružinová – Suchánková, sąsiadka Homolków
- Karel Fridrich – mężczyzna w oknie

## Wersja polska
- emitent – Studio Opracowań Filmów w Warszawie
- reżyser – Maria Olejniczak

Obsada:
- Janusz Paluszkiewicz – dziadek Homolka
- Irena Jaglarzowa – babcia Homolkowa
- Wojciech Pokora – Ludva Homolka
- Zofia Merle – Heduš Homolkowa
- Justyna Dąbrowska – Piotr Homolka
- Filip Łobodziński – Maciej Homolka

Źródło: